# Hyloxalus azureiventris
Hyloxalus azureiventris es una especie de anfibio anuro de la familia Dendrobatidae.

## Distribución geográfica
Esta especie es endémica de la región de San Martín del Perú. Habita en las provincias de Lamas y San Martín a una altitud de 700 m en la vertiente oriental de la Cordillera Oriental.

## Etimología
El nombre de su especie, compuesto del latín, azureus, "azul" y ventris, "vientre", le fue dado en referencia al color azul de su lado ventral.

## Publicación original
- Kneller & Henle, 1985 : Ein neuer Blattsteiger-Frosch (Salientia: Dendrobatidae: Phyllobates) aus Peru. Salamandra, vol. 21, n.º 1, p. 62-69[5]